# Muelle Campa de los Ingleses
El muelle Campa de los Ingleses es un muelle ubicado en la villa de Bilbao. Transcurre en su recorrido a lo largo de la margen izquierda de la ría de Bilbao, en la zona de Abandoibarra. Se inicia bajo el puente de La Salve, justo al final del paseo de Uribitarte, en paralelo al inicio de la avenida Abandoibarra, y bordeando por entero toda la fachada exterior del Museo Guggenheim Bilbao, finaliza en el muelle Evaristo Churruca, junto al parque homónimo.

## Historia:Campa de los Ingleses
La Campa de los Ingleses debe su denominación a que desde el siglo XVII y hasta 1929 albergó un cementerio británico. Tuvo muchos usos, como los de pista de aterrizaje o campo de fútbol, donde los marineros ingleses que llegaban a Bilbao a bordo de los barcos MacAndrews pasaban sus ratos libres practicando un deporte por entonces desconocido para los bilbaínos.
El 29 de abril de 2011 se colocó por parte del Ayuntamiento de Bilbao y del Athletic Club una placa conmemorativa de uno de los espacios donde a finales del siglo XIX se germinó la afición por el fútbol en Bilbao y que dio origen al Athletic Club.

## Edificios de interés y escultura
Diversos edificios y esculturas reseñables rodean el Muelle Campa de los Ingleses:

### Edificios
- Edificio Museoalde.
- Puente de La Salve.
- Museo Guggenheim Bilbao.
- Parque de la Campa de los Ingleses.

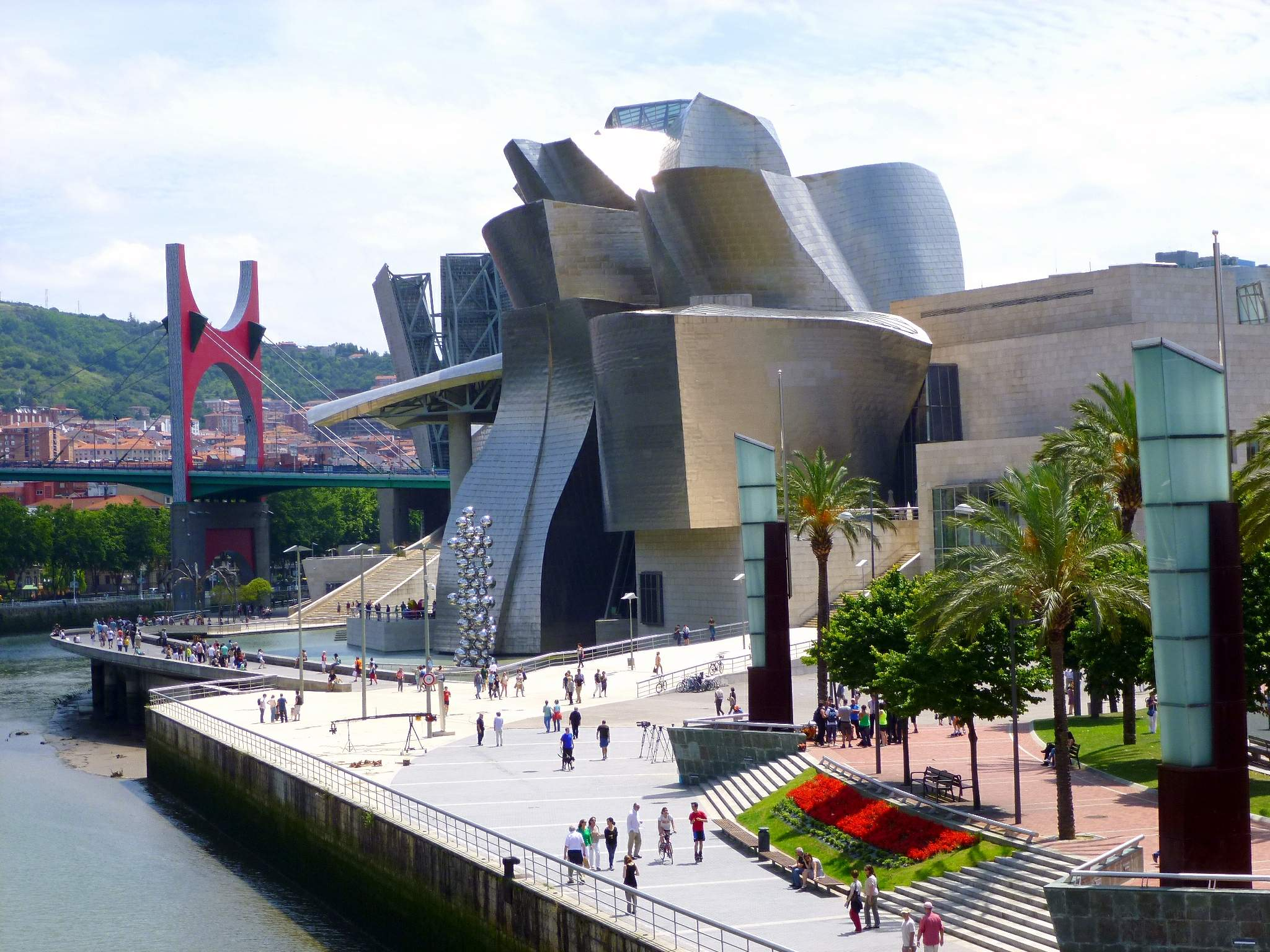
Puente de La Salve, Museo Guggenheim Bilbao y confluencia de los muelles Campa de los Ingleses y Evaristo Churruca

### Esculturas y elementos arquitectónicos[3]
- La puerta de los honorables. Monumento a Rubial (2000-2001), de Casto Solano (1958). Monumento dual de bronce y hierro.
- Arcos rojos (2007), de Daniel Buren (Boulougne-Billancourt, Francia, 1938). Paneles laminados compactos en el puente de La Salve.
- Mamá (1999, fundida en 2001), de Louise Bourgeois (París, 1911, Nueva York, 2010). Escultura de bronce, mármol y acero inoxidable, junto al Guggenheim.
- Tulipanes (1995-2004), de Jeff Koons (York, Pensilvania, 1955). Escultura de acero inoxidable alto en cromo con laca de color translúcida, ubicada en el museo.
- El gran árbol y el ojo (2009), de Anish Kapoor (Bombay, India 1954). Esferas de acero inoxidable ubicadas en el estanque del propio museo.

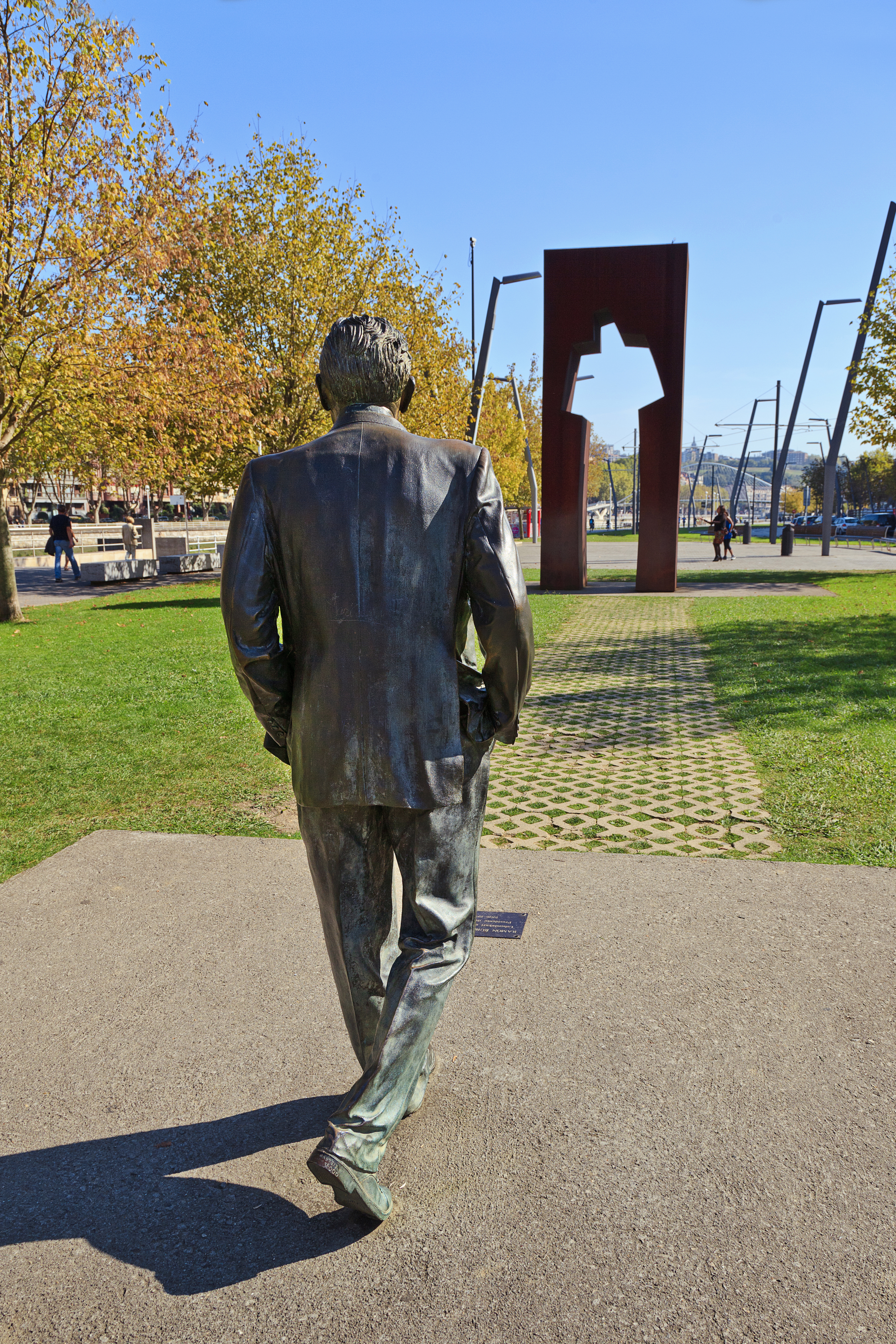
La puerta de los honorables. Monumento a Rubial, de Casto Solano
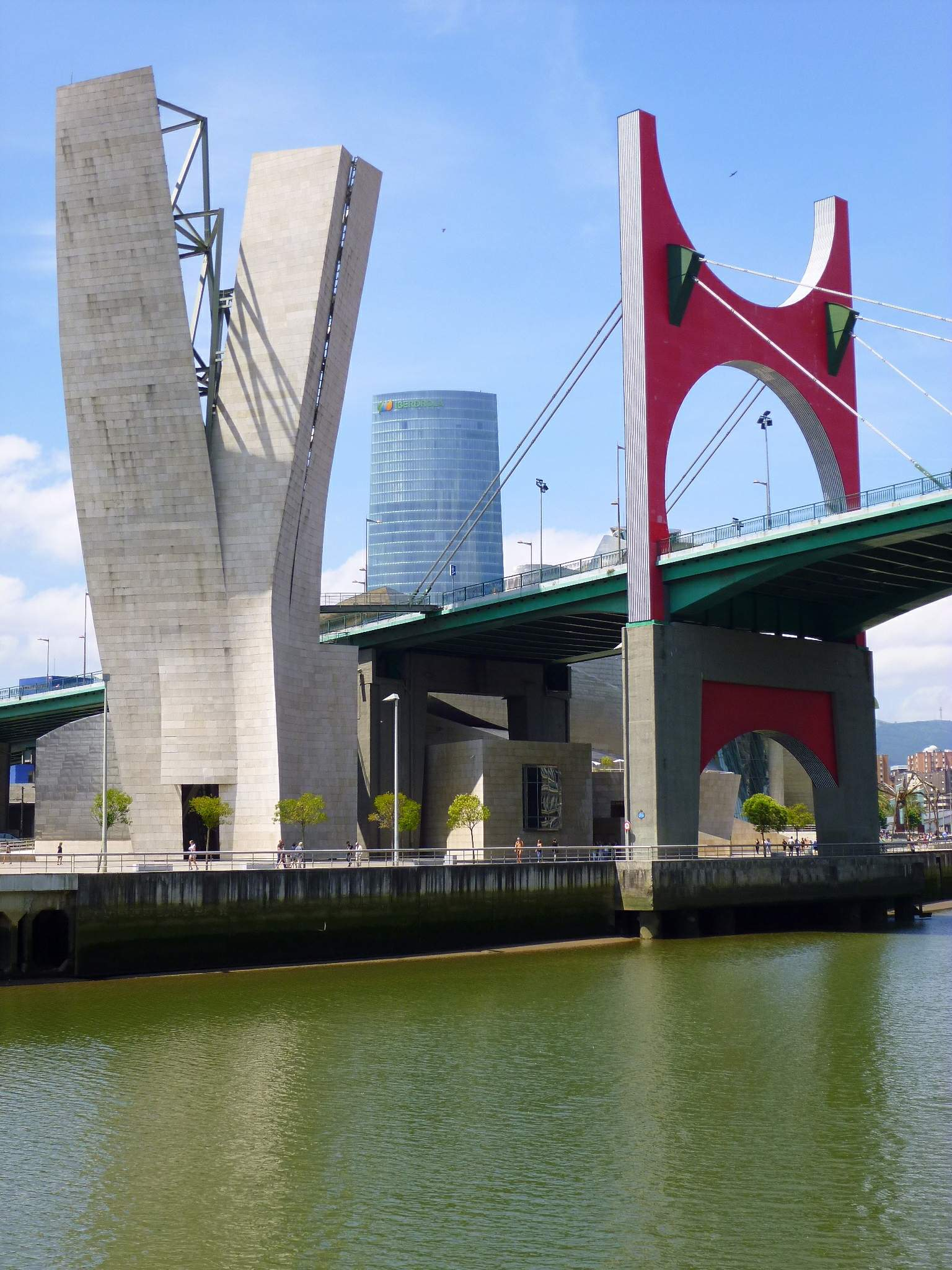
Arcos rojos, de Daniel Buren
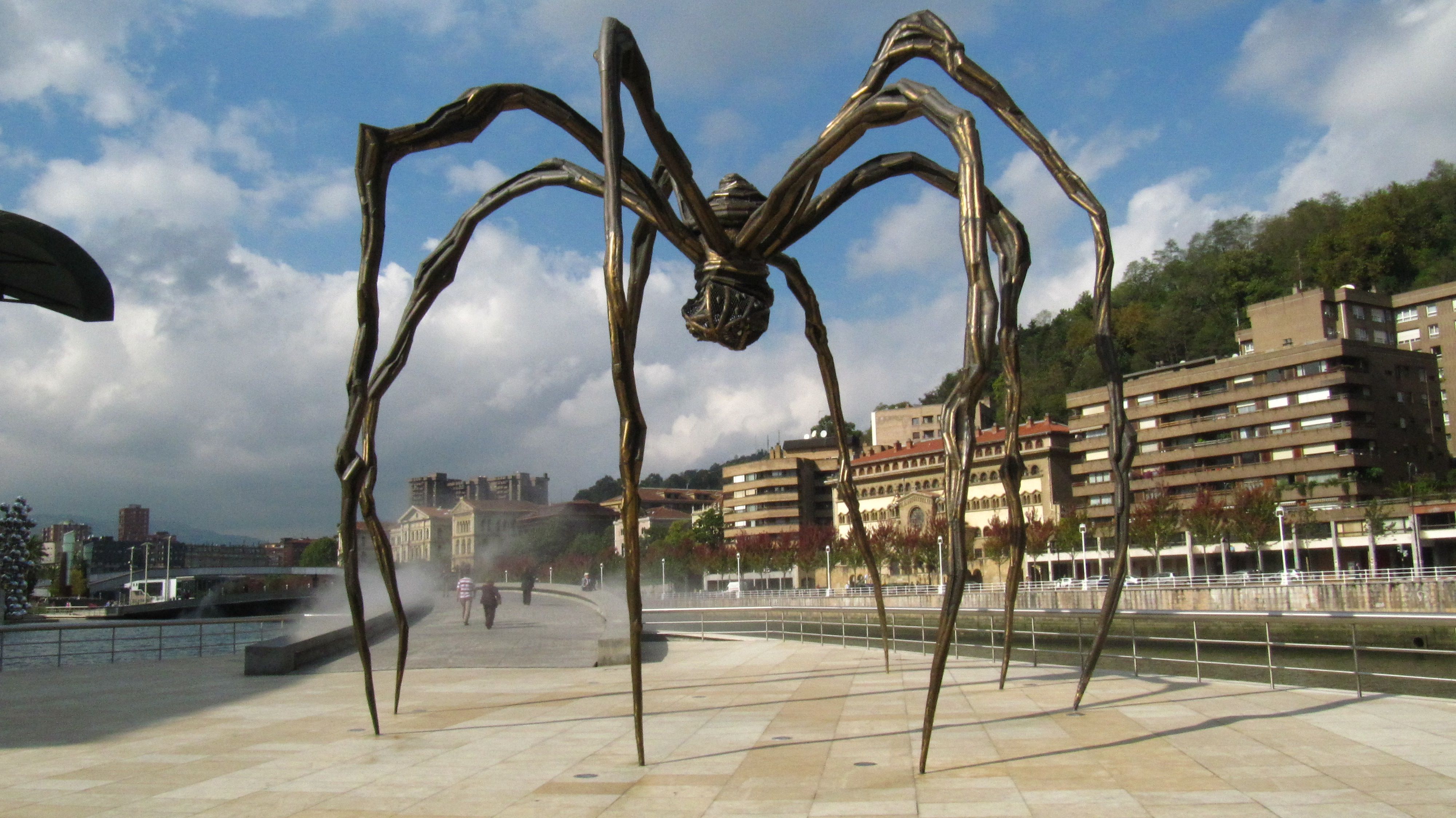
Mamá, de Louise Bourgeois
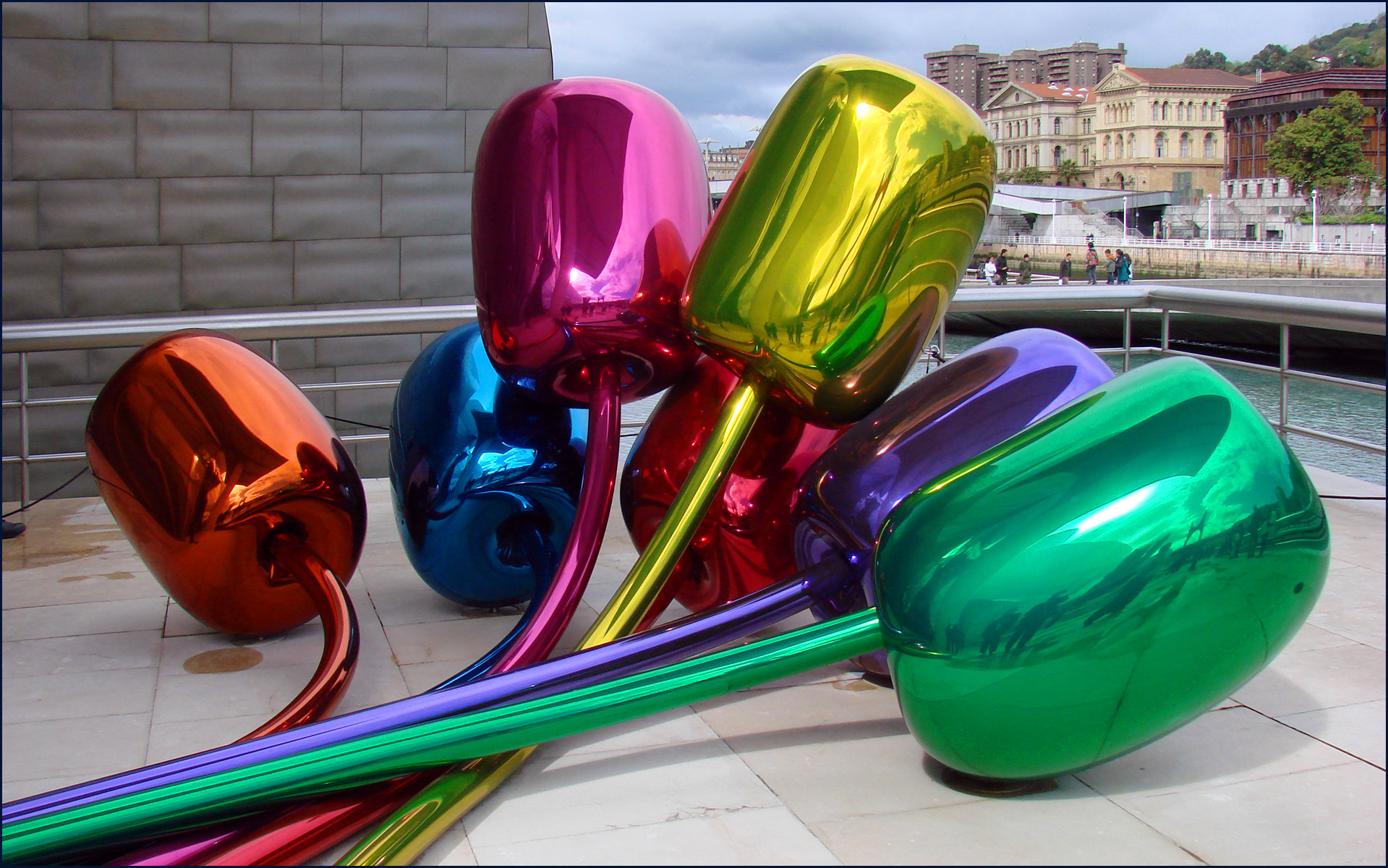
Tulipanes, de Jeff Koons
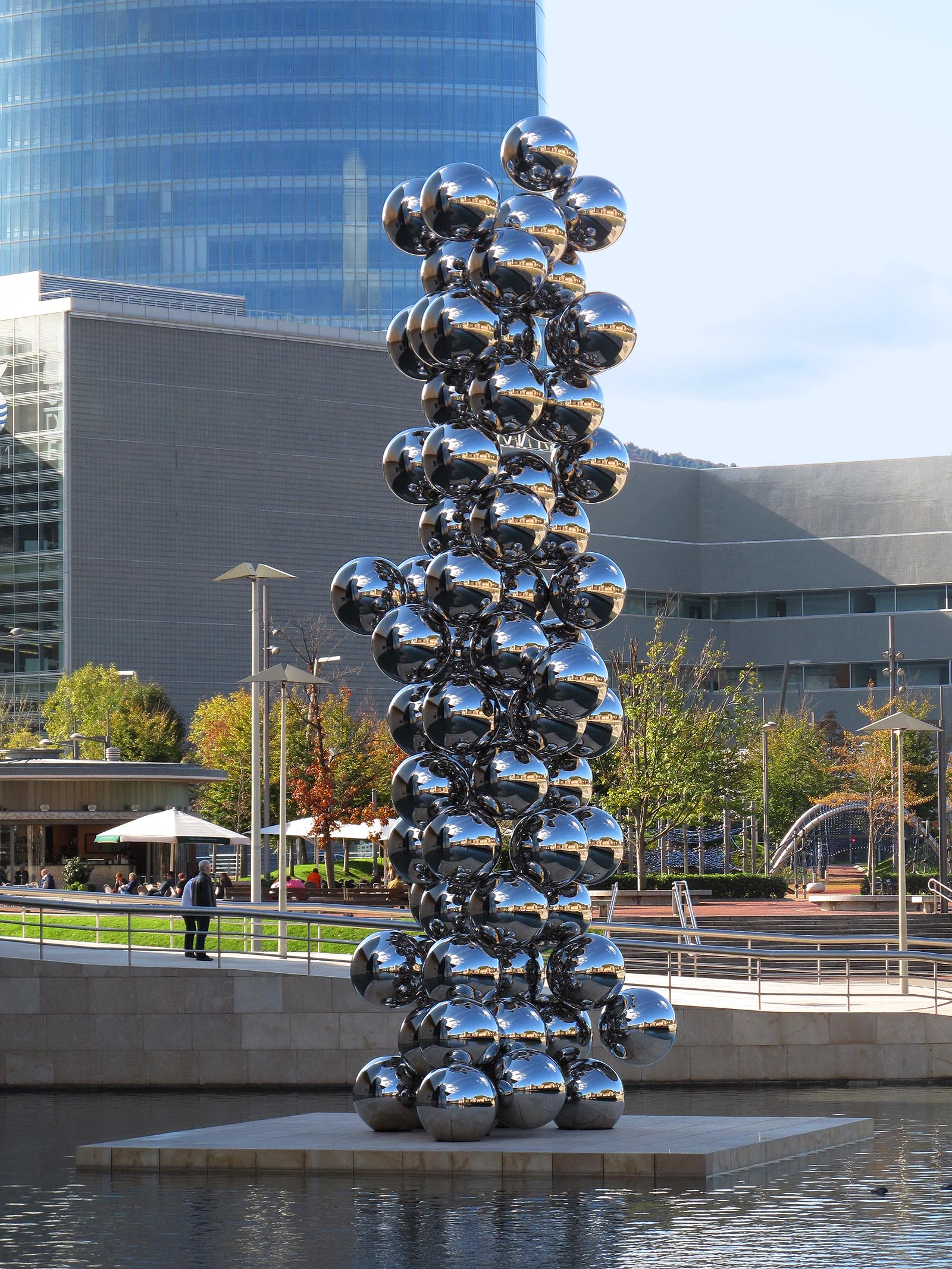
El gran árbol y el ojo, de Anish Kapoor

## Medios de transporte
Estaciones de Uribitarte y Guggenheim del tranvía de Bilbao.